# Knatten Andersson
Anders Gustaf Tore Andersson, känd som Knatten Andersson, född 2 mars 1922 i Gustav Vasa församling, Stockholm, Uppland, död 4 september 1992 i Sankt Johannes församling, Norrköping, Östergötland, var en svensk skådespelare.

## Biografi
Andersson var en av originalmedlemmarna i Vårat gäng 1939 och fortsatte sedan som skådespelare och revyartist.  Under namnet Knatten Andersson turnerade han i folkparkerna med Klangerevyn och Scalarevyn. Arbetade även med Riksteatern och var under många år Tjadden Hällströms ständige scenpartner i dennes revyer och krogshower.[källa behövs]
Andersson var på turné under större delen av sin karriär och sågs mera sällan hemma i Stockholm. Det hände så sällan att han vid ett tillfälle konstaterade: Nu ska man hem till stan. Där är det bara morsan som känner igen en....[källa behövs]
Under 1980-talet tillhörde han den fasta ensemblen vid Östgötateatern i Norrköping-Linköping där han framträdde i pjäser som till exempel Of thee I sing, Lika för lika, Tartuffe och Arsenik och gamla spetsar.[källa behövs]
Knatten Andersson var även en skicklig dragspelare, särskilt minnesvärd är hans porträttlika parodi på Carl Jularbo, framförd i en av Tjaddens revyer.[källa behövs]
Knatten Andersson är begravd på Edestads kyrkogård.

## Filmografi
- 1941 – Gatans serenad
- 1942 – Vårat gäng
- 1949 – Gatan
- 1966 – Trettio pinnar muck
- 1967 – Drrapå - kul grej på väg till Götet

## Teater

### Roller (ej komplett)
| År   | Roll        | Produktion                                       | Regi                 | Teater                           |
| ---- | ----------- | ------------------------------------------------ | -------------------- | -------------------------------- |
| 1951 | Medverkande | Vi valsar igen, revy Nils Perne och Sven Paddock | Sven Paddock         | Scalateatern                     |
| 1979 |             | Krisen John Somerville                           | Lars Gerhard Norberg | Norrköping-Linköping stadsteater |
| 1980 |             | De tre tjockisarna Jurij Olesja                  | Gun Jönsson          | Norrköping-Linköping stadsteater |